# Liste der Mitglieder der Akademie des Österreichischen Films
Diese Liste nennt die Mitglieder der Akademie des Österreichischen Films.

## Gründungsmitglieder
- Josef Aichholzer (Produzent)
- Barbara Albert (Regisseurin)
- Martin Ambrosch (Drehbuchautor)
- Kurt Brazda (Regisseur, Kameramann)
- Michou Friesz (Schauspielerin)
- Barbara Gräftner (Regisseurin)
- Helmut Grasser (Produzent)
- Martin Gschlacht (Kameramann)
- Rupert Henning (Regisseur)
- Michael Hudecek (Editor)
- Birgit Hutter (Kostümbildnerin)
- Christoph Kanter (Szenenbildner)
- Fritz Karl (Schauspieler)
- Walter Kindler (Kameramann)
- Maria Anna Kollmann
- Gabriele Kranzelbinder (Produzentin)
- Danny Krausz (Produzent)
- Michael Kreihsl (Regisseur)
- Erich Lackner (Produzent)
- Nikolaus Leytner (Regisseur)
- Karl Markovics (Drehbuchautor)
- Kurt Mayer (Produzent, † 2023)
- Wolfgang Murnberger (Regisseur)
- Britta Nahler (Editorin)
- Agnes Pluch (Drehbuchautorin)
- Dieter Pochlatko (Produzent)
- Nina Proll (Schauspielerin)
- Florian Reichmann (Szenenbildner)
- Karina Ressler (Editorin)
- Stefan Ruzowitzky (Regisseur)
- Harald Sicheritz (Regisseur)
- Götz Spielmann (Regisseur)
- Eva Spreitzhofer (Drehbuchautorin)
- Erwin Steinhauer (Schauspieler)
- Ursula Strauss (Schauspielerin)
- Erwin Wagenhofer (Regisseur)
- Monika Willi (Editorin)
- Robert Winkler (Produzent)

## Weitere ordentliche Mitglieder
Die ordentlichen Mitglieder der Akademie setzen sich aus den Berufsgruppen des österreichischen Filmschaffens zusammen: Casting, Drehbuch, Kamera, Kostümbild, Maskenbild, Musik, Produktion, Produktionsleitung, Regie, Regieassistenz, Schauspiel, Schnitt, Szenenbild und Tongestaltung. Sie sind verantwortlich für die Wahl der Nominierungen und Preisträger des Österreichischen Filmpreises.
- Carl Achleitner (Schauspieler)
- Veronika Albert (Kostümbildnerin)
- Houchang Allahyari (Regisseur)
- Tom-Dariusch Allahyari (Regisseur)
- Verena Altenberger (Schauspielerin)
- Heinrich Ambrosch (Produzent)
- Patricia Aulitzky (Schauspielerin)
- Frederick Baker (Regisseur, † 2020)
- Bernhard Bamberger (Tongestalter)
- Ortrun Bauer (Editorin)
- Andy Baum (Musiker)
- Kathrin Beck (Schauspielerin)
- Ruth Beckermann (Regisseurin)
- Judith Benedikt (Kamerafrau)
- Gabriela Benesch (Schauspielerin)
- Thomas Benesch (Kameramann)
- Claus Benischke-Lang (Tongestalter)
- Helmut Berger (Schauspieler)
- Hilde Berger (Drehbuchautorin)
- Karin C. Berger (Produzentin)
- Dieter Berner (Regisseur)
- Nicole Beutler (Schauspielerin)
- Wasiliki Bleser (Produzentin)
- Alexander Boboschewski (Kameramann)
- David Bohun (Produzent)
- Werner Boote (Regisseur)
- Sigi Borutta (Produzent)
- Sebastian Brameshuber (Regisseur)
- Enzo Brandner (Kameramann)
- Susanne Brandstätter (Regisseurin)
- Jakob Brossmann (Regisseur)
- Roman Braunhofer (Maskenbildner)
- Martin Bruch (Regisseur)
- Ilse Buchelt (Editorin)
- Ingrid Burkhard (Schauspielerin)
- Monika Buttinger (Kostümbildnerin)
- Julia Cepp (Kostümbildnerin)
- Cinzia Cioffi (Kostümbildnerin)
- Emily Cox (Schauspielerin)
- Caterina Czepek (Kostümbildnerin)
- Hilde Dalik (Schauspielerin)
- Erika Deutinger (Schauspielerin)
- Gustav Deutsch (Regisseur, † 2019)
- Cornelius Dix (Musiker)
- Gerhard Dohr (Szenenbildner)
- Andreas Donhauser (Szenenbildner)
- Sam Dopona (Maskenbildnerin)
- Milan Dor (Drehbuchautor)
- Katja Dor-Helmer (Produzentin)
- Marko Doringer (Regisseur)
- Christoph Dostal (Schauspieler)
- Julia Drack (Editorin)
- Gerti Drassl (Schauspielerin)
- Alexander Dumreicher-Ivanceanu (Produzent)
- Andrea Maria Dusl (Regisseurin)
- Heinz Karl Ebner (Tongestalter)
- Theresa Ebner-Lazek (Kostümbildnerin)
- Mercedes Echerer (Schauspielerin)
- Andrea Eckert (Schauspielerin)
- Barbara Eder (Regisseurin)
- Hannes Eder (Tongestalter)
- Lucky Englander (Casting)
- Gustav Ernst (Drehbuch)
- Gerhard Ertl (Regisseur)
- Jakob M. Erwa (Regisseur)
- Elfi Eschke (Schauspielerin)
- Uli Fessler (Kostümbildnerin)
- Severin Fiala (Regisseur)
- Brigitta Fink (Kostümbildnerin)
- Karl Fischer (Schauspieler)
- Markus Fischer (Produzent)
- Wolfgang Fischer (Regisseur)
- Monika Fischer-Vorauer (Maskenbildnerin)
- Fritz Fleischhacker (Casting)
- Florian Flicker (Regisseur, † 2014)
- Mathias Forberg (Produzent)
- Andreas Frei (Tongestalter)
- Veronika Franz (Drehbuchautorin)
- Markus Freistätter (Schauspieler)
- Christian Frosch (Drehbuchautor, Regisseur)
- Susanne Freund (Drehbuchautorin)
- Siegfried Friedrich (Musiker)
- Wolfgang Frisch (Musiker)
- Markus Gartner (Musiker)
- Nikolaus Geyrhalter (Regisseur)
- Markus Glaser (Produzent)
- Michael Glawogger (Regisseur, † 2014)
- Alexander Glehr (Produzent)
- Lukas Gnaiger (Kameramann)
- Daniela Golpashin (Schauspielerin)
- Günther Göberl (Kameramann)
- Klaus Graf (Produzent)
- Gernot Grassl (Editor)
- Angela Gregovic (Schauspielerin)
- Johannes Grenzfurthner (Regisseur)
- Maria Gruber (Szenenbildnerin)
- Sabine Gruber (Produktion)
- Wolfgang Haberl (Drehbuchautor)
- Josef Hader (Drehbuchautor)
- Jürgen Haiden (Tongestalter)
- Rafael Haider (Drehbuchautor)
- Peter Hajek (Produzent)
- Karin Hammer (Editorin)
- Karin Hartusch (Editorin)
- Dominik Hartl (Regisseur)
- Simon Hatzl (Schauspieler)
- Jessica Hausner (Regisseurin)
- Tanja Hausner (Kostümbildnerin)
- Gerald Igor Hauzenberger (Produzent)
- Klaus Händl (Regisseur)
- Peter Heilrath (Produzent)
- Torsten Heinemann (Tongestalter)
- Raimund Hepp (Musiker)
- Astrid Heubrandtner (Kamerafrau)
- Sabine Hiebler (Regisseurin)
- Valentin Hitz (Regisseur)
- Pia Hierzegger (Schauspielerin)
- Veronika Hlawatsch (Tongestalterin)
- Philipp Hochmair (Schauspieler)
- Maria Hofstätter (Schauspielerin)
- Christiane Hörbiger (Schauspielerin, † 2022)
- Karin Huber (Szenenbildnerin)
- Klemens Hufnagl (Kameramann)
- Thomas Ilg (Editor)
- J. F. Sebastian (Regisseur)
- Alexander Jagsch (Schauspieler)
- Peter Janda (Musiker)
- Julia Jelinek (Schauspielerin)
- Bernd Jungmair (Musiker)
- Andreas Kamm (Produzent)
- Marcus Kanter (Kamera)
- Jürgen Karasek (Produzent)
- Thomas Kathriner (Tongestalter)
- Michael Katz (Produzent)
- Klaus Kellermann (Tongestalter)
- Andreas Kiendl (Schauspieler)
- Thomas Kiennast (Kameramann)
- Kitty Kino (Regisseurin)
- Nils Kirchhoff (Tongestalter)
- Doris Kittler (Regisseurin)
- Michael Kitzberger (Produzent)
- Lilian Klebow (Schauspielerin)
- Bertram Knappitsch (Tongestaltung)
- Walter Köhler (Produzent)
- Rainer Kölmel (Produzent)
- Ulrike Kofler (Editorin)
- Ingrid Koller (Editorin)
- Johannes Konecny (Musiker)
- Leena Koppe (Kamerafrau)
- Mischa Krausz (Musiker)
- Brigitte Kren (Schauspielerin)
- Marie Kreutzer (Drehbuchautorin)
- Magdalena Kronschläger (Schauspielerin)
- Angelika Kropej (Casterin)
- Alexander Kukelka (Musiker)
- Thomas Kürzl (Kameramann)
- Christoph Kuschnig (Regisseur)
- Kyrre Kvam (Musiker)
- Harry Lampl (Schauspieler)
- Helene Lang (Maskenbildnerin)
- Kurt Langbein (Produzent)
- Erwin Leder (Schauspieler)
- Alarich Lenz (Editor)
- Ingrid Leibezeder (Kostümbildnerin)
- Gerhard Liebmann (Schauspieler)
- Wolfgang Liemberger (Drehbuchautor)
- Claudia Linzer (Editorin)
- Karin Lischka (Schauspielerin)
- Martina List (Kostümbildnerin)
- Christoph Loidl (Editor)
- Enid Löser (Szenenbildnerin)
- Alexandra Löwy (Editorin)
- Vincent Lucassen (Produzent)
- Christine Ludwig (Kostümbildnerin)
- John Lueftner (Produzent)
- Andreas Lust (Schauspieler)
- Proschat Madani (Schauspielerin)
- Mike Majzen (Drehbuchautor)
- Philipp Manderla (Produzent)
- Erni Mangold (Schauspielerin)
- Paulus Manker (Regisseur)
- Alexandra Maringer (Szenenbildnerin)
- Renate Martin (Szenenbildnerin)
- Claudia Martini (Schauspielerin)
- Michael Masula (Schauspieler)
- Inge Maux (Schauspielerin)
- Alfred Mayerhofer (Kostümbildner)
- Manuel Meichsner (Mischtonmeister)
- Peter V. Meiselmann (Tongestalter)
- Heidi Melinc (Kostümbildnerin)
- Sunnyi Melles (Schauspielerin)
- Karl Merkatz (Schauspieler, † 2022)
- Veronika Merlin (Szenenbildnerin)
- Bady Minck (Produzentin)
- Marion Mitterhammer (Schauspielerin)
- Johanna Moder (Drehbuchautorin)
- Catalina Molina (Kurzfilmerin)
- Sudabeh Mortezai (Regisseurin)
- Sabine Moser (Produzentin)
- Daniel Moshel (Regisseur)
- Philipp Mosser (Tongestalter)
- Erika Navas (Kostümbildnerin)
- Benedict Neuenfels (Kameramann)
- Adele Neuhauser (Schauspielerin)
- Oliver Neumann (Produzent)
- Marcus Nigsch (Musiker)
- Franz Novotny (Produzent)
- Julia Oberndorfinger (Szenenbildnerin)
- Cornelius Obonya (Schauspieler)
- Kurt Ockermüller (Regisseur)
- Thomas Oláh (Kostümbildner)
- Maria Luz Olivares Capelle (Kurzfilmerin)
- Michaela Oppl (Maskenbildnerin)
- Igor Orovac (Produzent)
- Johanna Orsini-Rosenberg (Schauspielerin)
- Christine Ostermayer (Schauspielerin)
- Michael Ostrowski (Schauspieler)
- Jerzy Palacz (Kameramann)
- Peter Payer (Regisseur)
- Daniela Padalewski-Gerber (Editorin, † 2020)
- Andreas Patton (Schauspieler)
- Peter Patzak (Regisseur,† 2021)
- Julia Rosa Peer (Schauspielerin)
- Tanja Petrovsky (Schauspielerin)
- Loretta Pflaum (Schauspielerin)
- Michael Plöderl (Tongestalter)
- Markus Pöchinger (Musiker)
- Florian Pochlatko (Kurzfilmer)
- Jakob Pochlatko (Produzent)
- Martina Poel (Casterin, Schauspielerin)
- Paul Poet (Regisseur)
- Thomas Pötz (Tongestalter)
- Tommy Pridnig (Produzent)
- Hary Prinz (Schauspieler)
- Andreas Prochaska (Regisseur)
- Daniel Prochaska (Editor)
- Martin Putz (Kameramann)
- Susanne Quendler (Szenenbildnerin)
- Christoph Rainer (Kurzfilmer)
- Lena Reichmuth (Schauspielerin)
- Conrad-Moritz Reinhardt (Szenenbildner)
- Martin Reiter (Szenenbildner)
- Sabrina Reiter (Schauspielerin)
- Arash T. Riahi (Regisseur)
- Arman T. Riahi (Regisseur)
- Ruth Rieser (Regisseurin)
- Barbara Romaner (Schauspielerin)
- Sonja Romei (Schauspielerin)
- Evi Romen (Editorin)
- Johannes Rosenberger (Produzent)
- Marion Rossmann (Casterin)
- Anna Rot (Schauspielerin)
- Manuel Rubey (Schauspieler)
- Albert Rueprecht (Schauspieler)
- Laurence Rupp (Schauspieler)
- Johannes Salat (Szenenbildner)
- Gisela Salcher (Schauspielerin)
- Viktoria Salcher (Produzentin)
- Margit Salzinger (Kostümbildnerin)
- Branko Samarovski (Schauspieler)
- Robert Schabus (Regisseur)
- David Schalko (Regisseur)
- Elisabeth Scharang (Regisseurin)
- Lothar Scherpe (Musiker)
- Johannes Schiehsl (Kurzfilmer)
- Michael Schindegger (Kamera)
- Marc Schlegel (Regisseur)
- Bernhard Schmid (Editor)
- Nicole Schmied (Casting)
- Ivo Schneider (Drehbuchautor)
- Doris Schretzmayer (Schauspielerin)
- Thomas Schubert (Schauspieler)
- Reinhard Schwabenitzky (Regisseur, † 2022)
- Günter Schwaiger (Regisseur)
- Simon Schwarz (Schauspieler)
- Reinhard Schweiger (Tongestalter)
- Ulrike Schweiger (Regisseurin)
- Joana Scrinzi (Editorin)
- Gregor Seberg (Schauspieler)
- Paul-Michael Sedlacek (Editor)
- Michael Seeber (Produzent)
- Ulrich Seidl (Produzent)
- Konstantin Seitz (Produzent)
- Hubert Sielecki (Produzent)
- Johannes Silberschneider (Schauspieler)
- Wolfgang Simon (Kameramann, † 2021)
- Peter Simonischek (Schauspieler, † 2023)
- Daniela Skala (Maskenbildnerin)
- Nina Slatosch (Tongestalterin)
- Andreas Sobotka (Szenenbildner, † 2022)
- Roswitha Soukup (Schauspielerin)
- Martina Spitzer (Schauspielerin)
- Susi Stach (Schauspielerin)
- Sigmund Steiner (Regisseur)
- Lukas Stepanik (Regisseur)
- Thomas Stipsits (Schauspieler)
- Kurt Stocker (Produzent)
- Anita Stoisits (Kostümbild)
- Peter Strauß (Schauspieler)
- István Szabó (Regisseur)
- Hüseyin Tabak (Regisseur)
- Eva Testor (Kamerafrau)
- Wolfgang Thaler (Kameramann)
- Margarethe Tiesel (Schauspielerin)
- Herbert Tucmandl (Musiker)
- Mirjam Unger (Regisseurin)
- Anna Unterberger (Schauspielerin)
- Patrick Vollrath (Regisseur)
- Thomas Vögel (Szenenbildner)
- Andrea Wagner (Editorin)
- Verena Wagner (Szenenbildnerin)
- Nora Waldstätten (Schauspielerin)
- Rita Waszilovics (Casterin)
- Matthias Weber (Musiker)
- Bernhard Weirather (Regisseur)
- Franziska Weisz (Schauspielerin)
- Paul Wenninger (Kurzfilmer)
- Cordula Werner (Editorin)
- Wolfgang Widerhofer (Editor)
- Virgil Widrich (Regisseur)
- Ralph Wieser (Produzent)
- Isidor Wimmer (Szenenbildner, † 2016)
- Peter Wirthensohn (Produzent)
- Michael Wolkenstein (Produzent)
- Ursula Wolschlager (Produzentin, † 2021)
- Renate Woltron (Produzentin)
- Katharina Wöppermann (Szenenbildnerin)
- Thomas Woschitz (Regisseur)
- Rainer Wöss (Schauspieler)
- Iva Zabkar (Musikerin, Komponistin)
- Herwig Zamernik (Musiker)
- Johannes Zeiler (Schauspieler)
- Marco Zinz (Tongestalter)
- Dietmar Zuson (Tongestalter)

## Außerordentliche Mitglieder
Außerordentliche Mitglieder sind Personen, die dem Gedanken der Akademie nahestehen, an der Vereinstätigkeit teilnehmen, und diese ideell und mit ihrem Mitgliedsbeitrag unterstützen wollen.
- Judith Altenberger (Schauspielerin)
- Zora Bachmann (GF Dachverband der österr. Filmschaffenden)
- Kristina Bangert (Schauspielerin)
- Pia Baresch (Schauspielerin)
- Dagmar Bernhard (Schauspielerin)
- Evi Bischof (Agentin)
- Tissi Brandhofer (Spezialeffekte)
- Barbara Braun (Schauspielerin, Sprecherin)
- Marija Burtscher (Produktionskoordinatorin)
- Monica Anna Cammerlander (Schauspielerin)
- Mario Canedo (Schauspieler)
- Mattea Cavic (Schauspielerin)
- Thomas Clemens (Schauspieler)
- Burgl Czeitschner (Journalistin, Kino auf Rädern)
- Ulrich Dallinger (Filmkomponist)
- Robert Dassanowsky (Produzent, Filmhistoriker)
- Natalie David (Projektmanagerin)
- Marc DeKos (Schauspieler)
- Gero A. E. Egger (Produzent, Regisseur, Autor)
- Jutta Fastian (Schauspielerin)
- Angelika Fink (Schauspielerin)
- Maria Fliri (Schauspielerin)
- Gabriele Flossmann (Journalistin)
- Miriam Fontaine (Schauspielerin)
- Daniela Fruhmann (Produzent)
- Doris Fuhrmann (Agentin, † 2020)
- Stella Fürst (Agentin)
- Stephanie Fürstenberg (Schauspielerin)
- Barbara Gassner (Schauspielerin)
- Ioan Gavriel (Director of Photography)
- Daniel Gawlowski (Schauspieler)
- Max Gruber (Regisseur)
- Christine Hartenthaler (Schauspielcoach)
- Christian Heschl (Filmkomponist)
- Nora Heschl (Schauspielerin)
- Klaus Hipfl (ORF)
- Jonny Hoff (Schauspieler)
- Karl Jurka (Senior Consultant)
- Elisabeth Kanettis (Schauspielerin)
- Karim Karman (Schauspieler, Buchhersteller)
- Anja Karmanski (Schauspielerin, Regisseurin)
- Daniel Keberle (Schauspieler)
- Klaus Kelterborn (Schauspielagent)
- Martin Kofler (Fachgruppengeschäftsführer WK Wien)
- Maria Anna Kollmann (ehem. GF Dachverband der österr. Filmschaffenden)
- Vladimir Korneev (Schauspieler, Chanson Sänger)
- Herwig Krawinkler (Producer)
- Reinhard Kraxner (Jurist)
- Helmut Kulhanek (Produzent/Kaufm. Leiter)
- Dagmar Kutzenberger (Schauspielerin)
- Elisabeth Leeb (Schauspielerin, Synchronsprecherin, Sprecherin)
- Stephanie Lexer (Schauspielerin)
- Barbara Lindner (Kulturmanagerin)
- Petra Maier (Aufnahmeleiterin)
- Golli Marboe (Produzent)
- Theresa Martini (Schauspielerin)
- Almut Maria Mölk (Schauspielerin, Regisseurin)
- Banu Mukhey (Leitung Wanderkino Die Reihe, EU XXL FILM)
- Matthias Ninaus (Filmproduzent)
- Alfred Ninaus (Filmproduzent, Regisseur)
- Stephanie Ninaus (Filmproduzentin)
- Erol Nowak (Schauspieler)
- Martin Oberhauser (Schauspieler)
- Ula Okrojek (Produktionskoordinatorin)
- Siegbert Pacher (Schauspieler)
- Benno Pichler (CEO ZONE)
- Stefan Pohl (Schauspieler)
- Julian Roman Pölsler (Regisseur)
- Corinna Pumm  (Schauspielerin, Sprecherin)
- Michael Rast (Schauspieler)
- Wolfgang Rauh (Schauspieler)
- Agnes Rehling (Agentin)
- Leonhard Reis (Rechtsanwalt)
- Michael Reisch (Regisseur, Filmfestival Kitzbühel)
- Wolfgang Riebniger (Sonderpädagoge)
- Georg Riha (Regisseur, Kameramann, Produzent)
- Marlene Ropac (Kulturmanagerin)
- Marion Rottenhofer (Schauspielerin)
- Arno Russegger (Literatur- und Filmwissenschaftler)
- Christian Schiesser (Schauspieler)
- Hannes Schmid (Schauspieler)
- Petra Schmidt (Schauspiel-Agentin)
- Rudolf Scholten (Aufsichtsrat ÖFI)
- Andrea Schramek (Schauspielerin)
- Sandra Schuppach (Agentin)
- Patrick Seletzky (Schauspieler)
- Elly Senger-Weiss (Produzentin)
- Tanja Siefert (Schauspiel-Agentin)
- Roland Silbernagl (Schauspieler, Regisseur)
- Andi Slawinski (Künstleragent)
- Christian Spatzek (Schauspieler)
- Birgit Stauber (Schauspielerin)
- Raphael Steineck (Schauspieler, Filmschaffender)
- Christian Strasser  (Schauspieler)
- Dagmar Streicher (Regisseurin, Autorin, Dramaturgin)
- Maria Teuchmann (GF Sessler Verlag)
- Peter Trenkwalder (Produzent)
- Lisa-Lena Tritscher(Schauspielerin)
- Alexander Tschernek (Schauspieler)
- Dessi Urumova (Schauspielerin)
- Margarete Voggeneder (Schauspielerin)
- Christoph von Friedl (Schauspieler)
- Walter Wehmeyer (Regisseur)
- Franz Weichenberger (Schauspieler)
- Bettina Wertheim (Geschäftsführerin ACIES Kommunikation)
- Peter Windhofer (Schauspieler)
- Lisa Maria Wurzinger (Filmproduzentin)
- Paul Zajacz (EU XXL Film)
- Magdalena Zelasko (Festivaldirektorin LET’S CEE Film Festival)

## Fördernde Mitglieder
Fördernde Mitglieder beteiligen sich vor allem durch die Zahlung eines erhöhten Mitgliedsbeitrages.
- Erste Bank Group AG
- Österreichisches Filminstitut
- Terra Mater Studios
- Verwertungsgesellschaft der Filmschaffenden
- Vienna Film Commission